# 老房有喜
《老房有喜》（英文：Old House Has a Joy，又称《表妹吉祥》）是一部臺灣跟中國大陸合作拍攝的連續劇，赖建国担任总导演，陈文贵担任编剧。 1998年7月26日在上海开机，9月21日杀青。中国大陆在上海東方電視臺首播，香港由TVB翡翠台以《表妹吉祥》為名播出，台灣由中視以《表妹吉祥》為名播出。

## 人物
- 趙薇 飾 吉祥、李眉（TVB配音員：鄭麗麗）
- 蘇有朋 飾 蘇小鵬、蘇三（TVB配音員：蘇強文）
- 季芹 飾 馮雅詩（TVB配音員：陸惠玲）
- 邰智源 飾 吳有利（TVB配音員：陳永信）
- 曹鐸 飾 蘇忠（TVB配音員：陳曙光）
- 沈敏 飾 李明華（TVB配音員：盧素娟）
- 朱曼芳 飾 李奶奶（TVB配音員：黃鳳英）
- 周笑莉 飾 阿晴嫂（TVB配音員：沈小蘭）
- 方舟波 飾 蔣三弦（TVB配音員：張炳強）
- 江毅 飾 羅伯（TVB配音員：源家祥）
- 田豐 飾 蘇三（老年）（TVB配音員：黃子敬）
- 牟凤彬 飾 郎劍（TVB配音員：鄺樹培）
- 潘之琳 饰 小海燕（TVB配音員：林元春）
- 王宇 饰 刘海（TVB配音員：黎偉明）
- 黄达亮 饰 苏老爷（苏三的父亲）（TVB配音員：盧國權）

## 歌曲
- 片頭曲：
  - 大陸/香港播出版-《月亮代表我的心》主唱：朱樺
  - 台灣播出版-《我的男主角》主唱：李翊君
- 片尾曲：
  - 大陸/香港播出版-《最近比較煩》主唱：李宗盛、周華健、品冠
  - 台灣播出版-《上了天》主唱：李翊君
  - 台灣播出版-《不如歸去》主唱：陳亮吟、王識賢

## 影响
- 由于赵薇、苏有朋主演的两部《还珠格格》在韩国大受欢迎，2000年韩国京仁放送引进该剧。[2] 泰国亦曾引进本剧。[3]

- 2005年暑期档，中国教育电视台在中午十二点以每天两集的形式重播该剧，收视率杀入8月收视总榜位列TOP10收视率的第三名（该榜单包括黄金时段电视剧）。[4]

## 外部連結
- 《老房有喜》騰訊電視劇資料庫 （页面存档备份，存于）
- 《老房有喜》搜狐影視資料庫

| 上海東方電視臺 星期一至日20:00 - 21:45 | 上海東方電視臺 星期一至日20:00 - 21:45 | 上海東方電視臺 星期一至日20:00 - 21:45 |
| -------------------------------------- | -------------------------------------- | -------------------------------------- |
|                                        | 老房有喜 （1999.7.21 - ）              |                                        |
| 待查                                   | 待查                                   |                                        |
| 翡翠台 星期一至五22:35 - 23:30         |                                        |                                        |
| 真情 （1995.5.15 - 1999.11.13）        | 表妹吉祥 （1999.11.22 - 2000.1.8）     | 待查                                   |
| 中視 星期一至五20:00 - 21:45           |                                        |                                        |
| 待查                                   | 表妹吉祥 （2000.6.20 - ）              | 待查                                   |